# Komić
Komić je naselje u Republici Hrvatskoj, u sastavu Općine Udbina, Ličko-senjska županija. Graniči sa selima Kurjak, Poljice i Gornja Ploča.

## Povijest
Komić se po prvi puta spominje 1397. godine u ljetopisu zadarskog političara i kroničara Pavla Pavlovića: Sjećanja Pavla Pavlovića, zadarskog patricija u kojem se navodi kako je „6. veljače 1397. kralj Sigismund iz Knina pošao u Komić“ (tadašnje sjedište knezova krbavskih, odnosno Kurjakovića). Drugi spomen je 1468. godine, kada knez Pavao IV. Kurjaković spominje Komić u svojoj darovnici Ivanu Gusiću, te 1469. kada ga Pavlov brat Karlo IV. Kurjaković spominje u ispravi o prodaji zemlje.
Karlov sin, Ivan IV. Karlović (šurjak grofa Nikole III. Zrinskog; ujedno i posljednji knez krbavski) uz Komić (»Karlovića dvore«), 1509. godine posjeduje u Krbavi još 2 »grada« (utvrđena dvorca): Udbinu i Podlapac (»Castrum Podlapchec«). U travnju 1527. godine sva tri »grada« osvajena su od strane Turaka. Dana 29. svibnja 1527., Krsto I. Frankopan piše senjskomu biskupu Franji Jožefiću kako bosanski paša »sada tvrdi (utvrđuje) Udbinu, Mrsinj i Komić«. Tek će 1689. godine Turci zauvijek napustiti taj kraj, a samim time i Komić.

## Znamenitosti

### Karlovića dvori
Na brdu Saranča ponad sela Komića i danas se vide ruševine srednjovjekovnog »grada« (tvrđave) koji se naziva »Karlovića dvori«. Po sačuvanim ruševinama vidi se kako je tvrđava bila dimenzija 90 × 60 m. U istočnom dijelu tvrđave nalazila se kapela dimenzija 12 × 5 m. Tvrđava je imala i 3 cisterne za vodu (nakapnice), koje su većim dijelom porušene. Prema sjeveru i zapadu, tvrđava se naslanja na gotovo okomitu pećinu, koja je služila kao »toranj«.

### Ostaci kula
Na području oko Komića nalaze se ostaci nekoliko kula i to podno Mirkače, te na Samogradu, dok se na polju podno gradine, na koju su smješteni »Karlovića dvori«, nalazi ostaci crkvica s građevnim materijalom nepoznate rimske naseobine.

### Ostaci pravoslavne crkve sv. Nikole
U selu je nekada postojala pravoslavna crkva Svetog oca Nikolaja, sagrađena 1778. godine. Za vrijeme Drugog svjetskog rata je spaljena, a u poraću 1948. godine i srušena. Danas su vidljivi samo ostaci zidova.

## Stanovništvo
Prema popisu stanovništva iz 2021. godine, naselje je imalo 14 stanovnika.
| broj stanovnika | 592   | 967   | 840   | 719   | 830   | 865   | 837   | 820   | 509   | 466   | 414   | 315   | 217   | 153   | 9     | 20    | 14    |
|                 | 1857. | 1869. | 1880. | 1890. | 1900. | 1910. | 1921. | 1931. | 1948. | 1953. | 1961. | 1971. | 1981. | 1991. | 2001. | 2011. | 2021. |

## Zanimljivosti
Hrvatski fotograf i dokumentarist Većeslav Henneberg (1889. – 1937.) snimio je u razdoblju od 1923. do 1932. niz fotografija koji prikazuju selo Komić, crkvu sv. Nikole, te »Karlovića dvore«.